# Procuratore generale per l'Inghilterra e il Galles
Il Procuratore generale di sua maestà per l'Inghilterra e il Galles (in inglese: His Majesty's Attorney General for England and Wales), comunemente noto come procuratore generale (attorney general), è uno degli ufficiali di giustizia della Corona. Attualmente l'incarico di procuratore generale è ricoperto da Richard Hermer.

## Storia
L'incarico di procuratore generale esiste almeno dal 1243, anno in cui i registri documentano l'assunzione di un avvocato professionista, allo scopo di rappresentare gli interessi del re in giudizio.
L'ufficio assunse un ruolo politico nel 1461, quando il suo titolare venne convocato alla Camera dei lord per consigliare il governo su questioni legali. Nel 1673 il procuratore generale divenne ufficialmente un consigliere della corona per le questioni legali, seppure fosse ancora specializzato nella conduzione del contenzioso piuttosto che nella consulenza. L'ufficio, a partire dall'inizio del XX secolo, ha visto un sempre più marcato spostamento delle sue funzioni dal contenzioso legale alla pura consulenza. Dopo l'approvazione del Law Officers Act del 1997 le funzioni del procuratore generale possono essere delegate all'Avvocato generale per l'Inghilterra e il Galles.

## Funzioni
In Inghilterra e Galles, insieme col suo subordinato "avvocato generale per l'Inghilterra e il Galles", il procuratore generale funge da principale consulente legale della corona e del suo governo. In virtù delle sue funzioni, all'ufficio di procuratore generale è associato anche l'incarico di avvocato generale per l'Irlanda del Nord.
Il procuratore generale consiglia il governo nel suo complesso, i singoli dipartimenti governativi e i singoli ministri, risponde alle richieste provenienti dal Parlamento e interviene rispetto alle sentenze "eccessivamente clementi" di fronte alla Corte d'appello d'Inghilterra e Galles. Partecipa alle riunioni del governo, quando all'ordine del giorno vi sono questioni di sua competenza.
Il lavoro del procuratore generale è impegnativo e, oltre all'ampia attività di consulenza, i suoi doveri comprendono la supervisione, il controllo e il sindacato ispettivo di tutte le attività che riguardano lo svolgimento dei procedimenti penali e quelle del servizio legale del governo (cioè dell'avvocatura dello stato) e la supervisione di tutte le altre attività degli avvocati e degli uffici legali che operano nell'ambito dei dipartimenti governativi.